# عتود (حضرموت)
عتود هي إحدى قرى الجمهورية اليمنية. تتبع جغرافيا لمحافظة حضرموت و إداريًا لمديرية الضليعة. يبلغ تعداد سكانها 1068 نسمة حسب الإحصاء الذي أجري عام 2004.